# Venturia testaceipes
Venturia testaceipes är en stekelart som först beskrevs av Brethes 1909.  Venturia testaceipes ingår i släktet Venturia och familjen brokparasitsteklar. Inga underarter finns listade i Catalogue of Life.